# Allophorocera celeris
Allophorocera celeris là một loài ruồi trong họ Tachinidae.